# Volby do Senátu Parlamentu České republiky 2018
Volby do Senátu Parlamentu České republiky se konaly v říjnu 2018, první kolo proběhlo 5. a 6. října společně s volbami do zastupitelstev obcí. Volila se třetina Senátu (27 z 81 mandátů) ve 27 volebních obvodech. V prvním kole dosáhli více než 50 % hlasů a byli proto zvoleni lidovec Jiří Čunek na Vsetínsku a nezávislý kandidát Jiří Drahoš v Praze 4. Druhé kolo proběhlo 12. a 13. října 2018.

## Kandidáti

Volební obvody při volbách do Senátu

Svou kandidaturu do senátních voleb potvrdilo několik neúspěšných prezidentských kandidátů. Jiří Drahoš s podporou KDU-ČSL, STAN, Zelených a TOP 09 se o post senátora ucházel v Praze 4, Marek Hilšer vyzval jako nezávislý současného senátora a bojovníka proti korupci Libora Michálka (Piráti) ve volebním obvodu v Praze 2, kde za Zelené kandidoval také Ivan Gabal. Pavel Fischer se v Praze 12 opíral o podporu ODS, KDU-ČSL, TOP-09 a STAN. O senátorské křeslo za KDU-ČSL s podporou Zelených na Praze 8 bojoval i Hayato Okamura, bratr předsedy SPD Tomia Okamury.
O post senátora usiloval také předseda KDU-ČSL Pavel Bělobrádek ve volebním obvodu Náchod. V Praze 4 vyzvali Jiřího Drahoše mimo kandidáty ODS a KSČM i neúspěšný kandidát na prezidenta Petr Hannig za svou stranu Rozumní, spisovatel Benjamin Kuras, nezávislý kandidát za Realisty, Miroslava Skovajsová za ČSSD a současná senátorka Eva Syková, před šesti lety zvolená za ČSSD, tentokrát kandidující za hnutí ANO. V roce 2016 mj. Sykovou odvolal z čela ústavu Akademie věd ČR kvůli kauze poškozující jméno instituce její tehdejší nadřízený a zde protikandidát Drahoš. Proti Fischerovi kandidovala Eva Tylová za Piráty, Marta Semelová za KSČM a bývalý ministr financí za ANO Ivan Pilný. Dalším senátním adeptem byl i bývalý ministr kultury Daniel Herman, který za KDU-ČSL kandidoval v Chrudimi, kde mj. vyklidil prostor dosavadní senátor Jan Veleba, zvolený sice jako nezávislý, později ale v řadách SPO, jejímž předsedou byl v letech 2014–2018.
V Chomutově chtěl současného senátora KSČM Václava Homolku vystřídat ředitel ZOO Dvůr Králově nad Labem Přemysl Rabas z hnutí Senátor 21. V Teplicích svůj post obhajoval za ODS nestor české politiky Jaroslav Kubera. V obvodu Brno-město se s podporou STAN, ODS, TOP 09 a Zelených o křeslo ucházel muzikolog Mikuláš Bek, rektor Masarykovy univerzity. Ve Vsetíně senátorský post obhajoval za KDU-ČSL politik Jiří Čunek, hejtman Zlínského kraje. Účast ve volbách přislíbil i českobudějovický podnikatel, právník a zakladatel Hitrádia Faktor Ladislav Faktor, který se o senátní mandát utkal se současným místopředsedou Senátu a dlouholetým ředitelem Jihočeského divadla Jiřím Šestákem, jehož podporovaly HOPB, STAN, KDU-ČSL, TOP 09, Zelení a SEN 21.
V Litoměřicích oznámil svou kandidaturu bývalý hejtman David Rath. Reakci vyvolala i kandidatura Ladislava Jakla, senátorský post se s podporou SPD pokusil získat na Praze 2. Někdejší ředitel politického odboru kanceláře prezidenta Václava Klause se v době před volbami proslavil především výroky, které zpochybňovaly volební právo žen. V Prostějově oznámil svou kandidaturu jako nezávislý za ČSNS bývalý velitel kontingentu AČR v Afghánistánu Marek Obrtel, který v roce 2014 vešel ve známost tím, že vrátil všechna vojenská vyznamenání od NATO.

## Volební obvody
Volí se ve volebních obvodech 3n+2:
č. 2 – Sokolov • č. 5 – Chomutov • č. 8 – Rokycany • č. 11 – Domažlice • č. 14 – České Budějovice • č. 17 – Praha 12 • č. 20 – Praha 4 • č. 23 – Praha 8 • č. 26 – Praha 2 • č. 29 – Litoměřice • č. 32 – Teplice • č. 35 – Jablonec nad Nisou • č. 38 – Mladá Boleslav • č. 41 – Benešov • č. 44 – Chrudim • č. 47 – Náchod • č. 50 – Svitavy • č. 53 – Třebíč • č. 56 – Břeclav • č. 59 – Brno-město • č. 62 – Prostějov • č. 65 – Šumperk • č. 68 – Opava • č. 71 – Ostrava-město • č. 74 – Karviná • č. 77 – Vsetín • č. 80 – Zlín

## Seznam volebních obvodů
| Senátní obvod           | Dosavadní senátor                  | Politická strana | Politická strana   | Obhajoba mandátu | #                                                                                    | Kandidáti v 1. kole                               | Zisk (%)                                                                             |       | Postupující do 2. kola                                                            | Zisk  |  | Nový senátor      | Politická strana | Politická strana                                                  |
| ----------------------- | ---------------------------------- | ---------------- | ------------------ | ---------------- | ------------------------------------------------------------------------------------ | ------------------------------------------------- | ------------------------------------------------------------------------------------ | ----- | --------------------------------------------------------------------------------- | ----- |  | ----------------- | ---------------- | ----------------------------------------------------------------- |
| 2 – Sokolov             | Zdeněk Berka                       |                  | ČSSD               | Ne               | 1                                                                                    | Eva Valjentová (KSČM)                             | 8,94                                                                                 |       | Miroslav Balatka (STAN s podporou TOP 09, KDU-ČSL a Piráti)                       | 59,47 |  | Miroslav Balatka  |                  | STAN s podporou TOP 09, KDU-ČSL a Piráti                          |
| 2 – Sokolov             | Zdeněk Berka                       | 2                | ČSSD               | Ne               | Jan Teplík (ČS)                                                                      | 1,57                                              |                                                                                      |       | Miroslav Balatka (STAN s podporou TOP 09, KDU-ČSL a Piráti)                       | 59,47 |  | Miroslav Balatka  |                  | STAN s podporou TOP 09, KDU-ČSL a Piráti                          |
| 2 – Sokolov             | Zdeněk Berka                       | 3                | ČSSD               | Ne               | Stanislav Pochman (KAN)                                                              | 3,83                                              |                                                                                      |       | Miroslav Balatka (STAN s podporou TOP 09, KDU-ČSL a Piráti)                       | 59,47 |  | Miroslav Balatka  |                  | STAN s podporou TOP 09, KDU-ČSL a Piráti                          |
| 2 – Sokolov             | Zdeněk Berka                       | 4                | ČSSD               | Ne               | Miroslav Balatka (STAN s podporou TOP 09, KDU-ČSL a Piráti)                          | 28,74                                             |                                                                                      |       | Miroslav Balatka (STAN s podporou TOP 09, KDU-ČSL a Piráti)                       | 59,47 |  | Miroslav Balatka  |                  | STAN s podporou TOP 09, KDU-ČSL a Piráti                          |
| 2 – Sokolov             | Zdeněk Berka                       | 5                | ČSSD               | Ne               | Petr Nimrichter (SPD)                                                                | 5,95                                              | Renata Oulehlová (ANO)                                                               | 40,52 |                                                                                   |       |  | Miroslav Balatka  |                  | STAN s podporou TOP 09, KDU-ČSL a Piráti                          |
| 2 – Sokolov             | Zdeněk Berka                       | 6                | ČSSD               | Ne               | Renata Oulehlová (ANO)                                                               | 25,72                                             | Renata Oulehlová (ANO)                                                               | 40,52 |                                                                                   |       |  | Miroslav Balatka  |                  | STAN s podporou TOP 09, KDU-ČSL a Piráti                          |
| 2 – Sokolov             | Zdeněk Berka                       | 7                | ČSSD               | Ne               | Josef Zickler (ŘN)                                                                   | 4,49                                              | Renata Oulehlová (ANO)                                                               | 40,52 |                                                                                   |       |  | Miroslav Balatka  |                  | STAN s podporou TOP 09, KDU-ČSL a Piráti                          |
| 2 – Sokolov             | Zdeněk Berka                       | 8                | ČSSD               | Ne               | Jan Picka (ČSSD)                                                                     | 17,59                                             | Renata Oulehlová (ANO)                                                               | 40,52 |                                                                                   |       |  | Miroslav Balatka  |                  | STAN s podporou TOP 09, KDU-ČSL a Piráti                          |
| 2 – Sokolov             | Zdeněk Berka                       | 9                | ČSSD               | Ne               | Jiří Korbel (NK)                                                                     | 3,13                                              | Renata Oulehlová (ANO)                                                               | 40,52 |                                                                                   |       |  | Miroslav Balatka  |                  | STAN s podporou TOP 09, KDU-ČSL a Piráti                          |
| 5 – Chomutov            | Václav Homolka                     |                  | KSČM               | Ano              | 1                                                                                    | Martina Chodacká (ANO)                            | 21,35                                                                                |       | Přemysl Rabas (SEN 21 s podporou Piráti, Zelení, KDU-ČSL, TOP 09, Hnutí PRO Kraj) | 62,52 |  | Přemysl Rabas     |                  | SEN 21 s podporou Piráti, Zelení, KDU-ČSL, TOP 09, Hnutí PRO Kraj |
| 5 – Chomutov            | Václav Homolka                     | 2                | KSČM               | Ano              | Petr Jano (NK)                                                                       | 1,83                                              |                                                                                      |       | Přemysl Rabas (SEN 21 s podporou Piráti, Zelení, KDU-ČSL, TOP 09, Hnutí PRO Kraj) | 62,52 |  | Přemysl Rabas     |                  | SEN 21 s podporou Piráti, Zelení, KDU-ČSL, TOP 09, Hnutí PRO Kraj |
| 5 – Chomutov            | Václav Homolka                     | 3                | KSČM               | Ano              | Přemysl Rabas (SEN 21 s podporou Piráti, Zelení, KDU-ČSL, TOP 09, Hnutí PRO Kraj)    | 33,51                                             |                                                                                      |       | Přemysl Rabas (SEN 21 s podporou Piráti, Zelení, KDU-ČSL, TOP 09, Hnutí PRO Kraj) | 62,52 |  | Přemysl Rabas     |                  | SEN 21 s podporou Piráti, Zelení, KDU-ČSL, TOP 09, Hnutí PRO Kraj |
| 5 – Chomutov            | Václav Homolka                     | 4                | KSČM               | Ano              | Roman Brand (NK)                                                                     | 8,23                                              |                                                                                      |       | Přemysl Rabas (SEN 21 s podporou Piráti, Zelení, KDU-ČSL, TOP 09, Hnutí PRO Kraj) | 62,52 |  | Přemysl Rabas     |                  | SEN 21 s podporou Piráti, Zelení, KDU-ČSL, TOP 09, Hnutí PRO Kraj |
| 5 – Chomutov            | Václav Homolka                     | 5                | KSČM               | Ano              | Jaroslav Zahrádka (ODS)                                                              | 11,08                                             | Martina Chodacká (ANO)                                                               | 37,47 |                                                                                   |       |  | Přemysl Rabas     |                  | SEN 21 s podporou Piráti, Zelení, KDU-ČSL, TOP 09, Hnutí PRO Kraj |
| 5 – Chomutov            | Václav Homolka                     | 6                | KSČM               | Ano              | Elvíra Hahnová (SPD)                                                                 | 5,09                                              | Martina Chodacká (ANO)                                                               | 37,47 |                                                                                   |       |  | Přemysl Rabas     |                  | SEN 21 s podporou Piráti, Zelení, KDU-ČSL, TOP 09, Hnutí PRO Kraj |
| 5 – Chomutov            | Václav Homolka                     | 7                | KSČM               | Ano              | Václav Homolka (KSČM)                                                                | 9,66                                              | Martina Chodacká (ANO)                                                               | 37,47 |                                                                                   |       |  | Přemysl Rabas     |                  | SEN 21 s podporou Piráti, Zelení, KDU-ČSL, TOP 09, Hnutí PRO Kraj |
| 5 – Chomutov            | Václav Homolka                     | 8                | KSČM               | Ano              | Jaroslav Krákora (ČSSD)                                                              | 5,16                                              | Martina Chodacká (ANO)                                                               | 37,47 |                                                                                   |       |  | Přemysl Rabas     |                  | SEN 21 s podporou Piráti, Zelení, KDU-ČSL, TOP 09, Hnutí PRO Kraj |
| 5 – Chomutov            | Václav Homolka                     | 9                | KSČM               | Ano              | Ota Staňo (PRO Zdraví)                                                               | 4,04                                              | Martina Chodacká (ANO)                                                               | 37,47 |                                                                                   |       |  | Přemysl Rabas     |                  | SEN 21 s podporou Piráti, Zelení, KDU-ČSL, TOP 09, Hnutí PRO Kraj |
| 8 – Rokycany            | Milada Emmerová                    |                  | ČSSD               | Ano              | 1                                                                                    | Zdeněk Chýnovský (KSČM)                           | 12,05                                                                                |       | Pavel Karpíšek (ODS)                                                              | 68,38 |  | Pavel Karpíšek    |                  | ODS                                                               |
| 8 – Rokycany            | Milada Emmerová                    | 2                | ČSSD               | Ano              | Pavel Karpíšek (ODS)                                                                 | 28,55                                             |                                                                                      |       | Pavel Karpíšek (ODS)                                                              | 68,38 |  | Pavel Karpíšek    |                  | ODS                                                               |
| 8 – Rokycany            | Milada Emmerová                    | 3                | ČSSD               | Ano              | Milada Emmerová (ČSSD)                                                               | 15,79                                             |                                                                                      |       | Pavel Karpíšek (ODS)                                                              | 68,38 |  | Pavel Karpíšek    |                  | ODS                                                               |
| 8 – Rokycany            | Milada Emmerová                    | 4                | ČSSD               | Ano              | Lucie Groene (ANO)                                                                   | 15,22                                             |                                                                                      |       | Pavel Karpíšek (ODS)                                                              | 68,38 |  | Pavel Karpíšek    |                  | ODS                                                               |
| 8 – Rokycany            | Milada Emmerová                    | 5                | ČSSD               | Ano              | David Redl (SPD)                                                                     | 9,83                                              | Milada Emmerová (ČSSD)                                                               | 31,61 |                                                                                   |       |  | Pavel Karpíšek    |                  | ODS                                                               |
| 8 – Rokycany            | Milada Emmerová                    | 6                | ČSSD               | Ano              | Zdeněk Hess (Piráti)                                                                 | 12,01                                             | Milada Emmerová (ČSSD)                                                               | 31,61 |                                                                                   |       |  | Pavel Karpíšek    |                  | ODS                                                               |
| 8 – Rokycany            | Milada Emmerová                    | 7                | ČSSD               | Ano              | Martin Uhlíř (TOP 09 a LES s podporou SEN 21)                                        | 5,34                                              | Milada Emmerová (ČSSD)                                                               | 31,61 |                                                                                   |       |  | Pavel Karpíšek    |                  | ODS                                                               |
| 8 – Rokycany            | Milada Emmerová                    | 8                | ČSSD               | Ano              | Michal Drabík (MS Piráti)                                                            | 1,17                                              | Milada Emmerová (ČSSD)                                                               | 31,61 |                                                                                   |       |  | Pavel Karpíšek    |                  | ODS                                                               |
| 11 – Domažlice          | Jan Látka                          |                  | ČSSD               | Ano              | 1                                                                                    | Vladislav Vilímec (ODS)                           | 21,49                                                                                |       | Vladislav Vilímec (ODS)                                                           | 52,59 |  | Vladislav Vilímec |                  | ODS                                                               |
| 11 – Domažlice          | Jan Látka                          | 2                | ČSSD               | Ano              | Viktor Krutina (Piráti)                                                              | 12,21                                             |                                                                                      |       | Vladislav Vilímec (ODS)                                                           | 52,59 |  | Vladislav Vilímec |                  | ODS                                                               |
| 11 – Domažlice          | Jan Látka                          | 3                | ČSSD               | Ano              | Jan Látka (ČSSD)                                                                     | 21,47                                             |                                                                                      |       | Vladislav Vilímec (ODS)                                                           | 52,59 |  | Vladislav Vilímec |                  | ODS                                                               |
| 11 – Domažlice          | Jan Látka                          | 4                | ČSSD               | Ano              | Miroslav Timura (ČS)                                                                 | 1,33                                              |                                                                                      |       | Vladislav Vilímec (ODS)                                                           | 52,59 |  | Vladislav Vilímec |                  | ODS                                                               |
| 11 – Domažlice          | Jan Látka                          | 5                | ČSSD               | Ano              | Milan Obdržálek (SPD)                                                                | 1,33                                              | Jan Látka (ČSSD)                                                                     | 47,40 |                                                                                   |       |  | Vladislav Vilímec |                  | ODS                                                               |
| 11 – Domažlice          | Jan Látka                          | 6                | ČSSD               | Ano              | Miroslav Vokáč (ANO)                                                                 | 14,65                                             | Jan Látka (ČSSD)                                                                     | 47,40 |                                                                                   |       |  | Vladislav Vilímec |                  | ODS                                                               |
| 11 – Domažlice          | Jan Látka                          | 7                | ČSSD               | Ano              | Josef Švarcbek (KSČM)                                                                | 6,99                                              | Jan Látka (ČSSD)                                                                     | 47,40 |                                                                                   |       |  | Vladislav Vilímec |                  | ODS                                                               |
| 11 – Domažlice          | Jan Látka                          | 8                | ČSSD               | Ano              | Michal Janek (TOP 09 s podporou STAN)                                                | 15,93                                             | Jan Látka (ČSSD)                                                                     | 47,40 |                                                                                   |       |  | Vladislav Vilímec |                  | ODS                                                               |
| 14 – České Budějovice   | Jiří Šesták                        |                  | STAN/HOPB          | Ano              | 1                                                                                    | Štěpán Tampír (Svobodní)                          | 5,36                                                                                 |       | Ladislav Faktor (NK)                                                              | 61,88 |  | Ladislav Faktor   |                  | (NK)                                                              |
| 14 – České Budějovice   | Jiří Šesták                        | 2                | STAN/HOPB          | Ano              | Ladislav Faktor (NK)                                                                 | 41,05                                             |                                                                                      |       | Ladislav Faktor (NK)                                                              | 61,88 |  | Ladislav Faktor   |                  | (NK)                                                              |
| 14 – České Budějovice   | Jiří Šesták                        | 3                | STAN/HOPB          | Ano              | Blanka Jakubcová Sýkorová (PRO Zdraví)                                               | 4,04                                              |                                                                                      |       | Ladislav Faktor (NK)                                                              | 61,88 |  | Ladislav Faktor   |                  | (NK)                                                              |
| 14 – České Budějovice   | Jiří Šesták                        | 4                | STAN/HOPB          | Ano              | Lubomír Pána (SPD)                                                                   | -                                                 |                                                                                      |       | Ladislav Faktor (NK)                                                              | 61,88 |  | Ladislav Faktor   |                  | (NK)                                                              |
| 14 – České Budějovice   | Jiří Šesták                        | 5                | STAN/HOPB          | Ano              | Miloslav Procházka (ČSSD)                                                            | 4,01                                              | Jiří Šesták (HOPB a STAN, podpora KDU-ČSL, TOP 09, SZ a SEN 21)                      | 38,11 |                                                                                   |       |  | Ladislav Faktor   |                  | (NK)                                                              |
| 14 – České Budějovice   | Jiří Šesták                        | 6                | STAN/HOPB          | Ano              | Jiří Šesták (HOPB a STAN, podpora KDU-ČSL, TOP 09, SZ a SEN 21)                      | 27,28                                             | Jiří Šesták (HOPB a STAN, podpora KDU-ČSL, TOP 09, SZ a SEN 21)                      | 38,11 |                                                                                   |       |  | Ladislav Faktor   |                  | (NK)                                                              |
| 14 – České Budějovice   | Jiří Šesták                        | 7                | STAN/HOPB          | Ano              | Richard Schötz (KSČM)                                                                | 8,32                                              | Jiří Šesták (HOPB a STAN, podpora KDU-ČSL, TOP 09, SZ a SEN 21)                      | 38,11 |                                                                                   |       |  | Ladislav Faktor   |                  | (NK)                                                              |
| 14 – České Budějovice   | Jiří Šesták                        | 8                | STAN/HOPB          | Ano              | Marie Paukejová (ČSNS)                                                               | 2,47                                              | Jiří Šesták (HOPB a STAN, podpora KDU-ČSL, TOP 09, SZ a SEN 21)                      | 38,11 |                                                                                   |       |  | Ladislav Faktor   |                  | (NK)                                                              |
| 17 – Praha 12           | Tomáš Grulich                      |                  | ODS                | Ne               | 1                                                                                    | Ivan David (SPD)                                  | 5,46                                                                                 |       | Pavel Fischer (nezávislý s podporou ODS, KDU-ČSL, TOP-09 a STAN)                  | 78,08 |  | Pavel Fischer     |                  | nezávislý s podporou ODS, KDU-ČSL, TOP-09 a STAN                  |
| 17 – Praha 12           | Tomáš Grulich                      | 2                | ODS                | Ne               | Jiří Nouza (HPP)                                                                     | 2,70                                              |                                                                                      |       | Pavel Fischer (nezávislý s podporou ODS, KDU-ČSL, TOP-09 a STAN)                  | 78,08 |  | Pavel Fischer     |                  | nezávislý s podporou ODS, KDU-ČSL, TOP-09 a STAN                  |
| 17 – Praha 12           | Tomáš Grulich                      | 3                | ODS                | Ne               | Aleš Gerloch (NK)                                                                    | 9,04                                              |                                                                                      |       | Pavel Fischer (nezávislý s podporou ODS, KDU-ČSL, TOP-09 a STAN)                  | 78,08 |  | Pavel Fischer     |                  | nezávislý s podporou ODS, KDU-ČSL, TOP-09 a STAN                  |
| 17 – Praha 12           | Tomáš Grulich                      | 4                | ODS                | Ne               | Eva Tylová (Piráti a LES)                                                            | 16,10                                             |                                                                                      |       | Pavel Fischer (nezávislý s podporou ODS, KDU-ČSL, TOP-09 a STAN)                  | 78,08 |  | Pavel Fischer     |                  | nezávislý s podporou ODS, KDU-ČSL, TOP-09 a STAN                  |
| 17 – Praha 12           | Tomáš Grulich                      | 5                | ODS                | Ne               | Pavel Fischer (nezávislý s podporou ODS, KDU-ČSL, TOP-09 a STAN)                     | 47,98                                             | Eva Tylová (Piráti a LES)                                                            | 21,91 |                                                                                   |       |  | Pavel Fischer     |                  | nezávislý s podporou ODS, KDU-ČSL, TOP-09 a STAN                  |
| 17 – Praha 12           | Tomáš Grulich                      | 6                | ODS                | Ne               | Ivan Pilný (ANO)                                                                     | 12,51                                             | Eva Tylová (Piráti a LES)                                                            | 21,91 |                                                                                   |       |  | Pavel Fischer     |                  | nezávislý s podporou ODS, KDU-ČSL, TOP-09 a STAN                  |
| 17 – Praha 12           | Tomáš Grulich                      | 7                | ODS                | Ne               | František Dobšík (ČSSD)                                                              | 2,20                                              | Eva Tylová (Piráti a LES)                                                            | 21,91 |                                                                                   |       |  | Pavel Fischer     |                  | nezávislý s podporou ODS, KDU-ČSL, TOP-09 a STAN                  |
| 17 – Praha 12           | Tomáš Grulich                      | 8                | ODS                | Ne               | Marta Semelová (KSČM)                                                                | 3,97                                              | Eva Tylová (Piráti a LES)                                                            | 21,91 |                                                                                   |       |  | Pavel Fischer     |                  | nezávislý s podporou ODS, KDU-ČSL, TOP-09 a STAN                  |
| 20 – Praha 4            | Eva Syková                         |                  | ČSSD               | Ano              | 1                                                                                    | Martin Dvořák (ODS)                               | 12,44                                                                                |       | -                                                                                 | -     |  | Jiří Drahoš       |                  | STAN v koalici s TOP 09, KDU-ČSL a Zelení                         |
| 20 – Praha 4            | Eva Syková                         | 2                | ČSSD               | Ano              | Jiří Drahoš (STAN v koalici s TOP 09, KDU-ČSL a Zelení)                              | 52,65                                             |                                                                                      |       | -                                                                                 | -     |  | Jiří Drahoš       |                  | STAN v koalici s TOP 09, KDU-ČSL a Zelení                         |
| 20 – Praha 4            | Eva Syková                         | 3                | ČSSD               | Ano              | Benjamin Kuras (REAL)                                                                | 7,16                                              |                                                                                      |       | -                                                                                 | -     |  | Jiří Drahoš       |                  | STAN v koalici s TOP 09, KDU-ČSL a Zelení                         |
| 20 – Praha 4            | Eva Syková                         | 4                | ČSSD               | Ano              | Eva Syková (ANO)                                                                     | 13,06                                             |                                                                                      |       | -                                                                                 | -     |  | Jiří Drahoš       |                  | STAN v koalici s TOP 09, KDU-ČSL a Zelení                         |
| 20 – Praha 4            | Eva Syková                         | 5                | ČSSD               | Ano              | Miroslava Skovajsová (ČSSD)                                                          | 7,81                                              | -                                                                                    | -     |                                                                                   |       |  | Jiří Drahoš       |                  | STAN v koalici s TOP 09, KDU-ČSL a Zelení                         |
| 20 – Praha 4            | Eva Syková                         | 6                | ČSSD               | Ano              | Karel Skoupil (KSČM)                                                                 | 2,98                                              | -                                                                                    | -     |                                                                                   |       |  | Jiří Drahoš       |                  | STAN v koalici s TOP 09, KDU-ČSL a Zelení                         |
| 20 – Praha 4            | Eva Syková                         | 7                | ČSSD               | Ano              | Rudolf Karel Mazáč (Dost je Dost !)                                                  | 0,65                                              | -                                                                                    | -     |                                                                                   |       |  | Jiří Drahoš       |                  | STAN v koalici s TOP 09, KDU-ČSL a Zelení                         |
| 20 – Praha 4            | Eva Syková                         | 8                | ČSSD               | Ano              | Jiří Kocman (SPD)                                                                    | 3,19                                              | -                                                                                    | -     |                                                                                   |       |  | Jiří Drahoš       |                  | STAN v koalici s TOP 09, KDU-ČSL a Zelení                         |
| 23 – Praha 8            | Daniela Filipiová                  |                  | ODS                | Ne               | 1                                                                                    | Hayato Okamura (KDU-ČSL s podporou Zelení)        | 11,74                                                                                |       | Lukáš Wagenknecht (Piráti)                                                        | 54,45 |  | Lukáš Wagenknecht |                  | Piráti                                                            |
| 23 – Praha 8            | Daniela Filipiová                  | 2                | ODS                | Ne               | Marta Chovancová (SSPD-SP)                                                           | 0,48                                              |                                                                                      |       | Lukáš Wagenknecht (Piráti)                                                        | 54,45 |  | Lukáš Wagenknecht |                  | Piráti                                                            |
| 23 – Praha 8            | Daniela Filipiová                  | 3                | ODS                | Ne               | Hana Dolejší (Patrioti ČR)                                                           | 1,03                                              |                                                                                      |       | Lukáš Wagenknecht (Piráti)                                                        | 54,45 |  | Lukáš Wagenknecht |                  | Piráti                                                            |
| 23 – Praha 8            | Daniela Filipiová                  | 4                | ODS                | Ne               | Josef Nosek (HPP)                                                                    | 5,14                                              |                                                                                      |       | Lukáš Wagenknecht (Piráti)                                                        | 54,45 |  | Lukáš Wagenknecht |                  | Piráti                                                            |
| 23 – Praha 8            | Daniela Filipiová                  | 5                | ODS                | Ne               | Vladislav Kopal (KSČM)                                                               | 3,82                                              |                                                                                      |       | Lukáš Wagenknecht (Piráti)                                                        | 54,45 |  | Lukáš Wagenknecht |                  | Piráti                                                            |
| 23 – Praha 8            | Daniela Filipiová                  | 6                | ODS                | Ne               | Jiří Doubek (NáS)                                                                    | 0,09                                              |                                                                                      |       | Lukáš Wagenknecht (Piráti)                                                        | 54,45 |  | Lukáš Wagenknecht |                  | Piráti                                                            |
| 23 – Praha 8            | Daniela Filipiová                  | 7                | ODS                | Ne               | Jiří Witzany (SNK ED, evropani.cz)                                                   | 4,72                                              |                                                                                      |       | Lukáš Wagenknecht (Piráti)                                                        | 54,45 |  | Lukáš Wagenknecht |                  | Piráti                                                            |
| 23 – Praha 8            | Daniela Filipiová                  | 8                | ODS                | Ne               | Vladimíra Vítová (ANS, ZpL, BPI, ČSNS 2005, ČS)                                      | 0,86                                              |                                                                                      |       | Lukáš Wagenknecht (Piráti)                                                        | 54,45 |  | Lukáš Wagenknecht |                  | Piráti                                                            |
| 23 – Praha 8            | Daniela Filipiová                  | 9                | ODS                | Ne               | Michal Malý (Svobodní)                                                               | 1,19                                              | Pavel Dungl (TOP 09 a STAN)                                                          | 45,54 |                                                                                   |       |  | Lukáš Wagenknecht |                  | Piráti                                                            |
| 23 – Praha 8            | Daniela Filipiová                  | 10               | ODS                | Ne               | Milan Golas (ODS)                                                                    | 12,99                                             | Pavel Dungl (TOP 09 a STAN)                                                          | 45,54 |                                                                                   |       |  | Lukáš Wagenknecht |                  | Piráti                                                            |
| 23 – Praha 8            | Daniela Filipiová                  | 11               | ODS                | Ne               | Jiří Haramul (ANO)                                                                   | 12,69                                             | Pavel Dungl (TOP 09 a STAN)                                                          | 45,54 |                                                                                   |       |  | Lukáš Wagenknecht |                  | Piráti                                                            |
| 23 – Praha 8            | Daniela Filipiová                  | 12               | ODS                | Ne               | Lukáš Wagenknecht (Piráti)                                                           | 18,15                                             | Pavel Dungl (TOP 09 a STAN)                                                          | 45,54 |                                                                                   |       |  | Lukáš Wagenknecht |                  | Piráti                                                            |
| 23 – Praha 8            | Daniela Filipiová                  | 13               | ODS                | Ne               | Petr Hannig (Rozumní)                                                                | 2,19                                              | Pavel Dungl (TOP 09 a STAN)                                                          | 45,54 |                                                                                   |       |  | Lukáš Wagenknecht |                  | Piráti                                                            |
| 23 – Praha 8            | Daniela Filipiová                  | 14               | ODS                | Ne               | Pavel Dungl (TOP 09 a STAN)                                                          | 15,29                                             | Pavel Dungl (TOP 09 a STAN)                                                          | 45,54 |                                                                                   |       |  | Lukáš Wagenknecht |                  | Piráti                                                            |
| 23 – Praha 8            | Daniela Filipiová                  | 15               | ODS                | Ne               | Roman Petrus (ČSSD)                                                                  | 5,48                                              | Pavel Dungl (TOP 09 a STAN)                                                          | 45,54 |                                                                                   |       |  | Lukáš Wagenknecht |                  | Piráti                                                            |
| 23 – Praha 8            | Daniela Filipiová                  | 16               | ODS                | Ne               | Luděk Kula (SPD)                                                                     | 4,07                                              | Pavel Dungl (TOP 09 a STAN)                                                          | 45,54 |                                                                                   |       |  | Lukáš Wagenknecht |                  | Piráti                                                            |
| 26 – Praha 2            | Libor Michálek                     |                  | Piráti             | Ano              | 1                                                                                    | Libor Michálek (Piráti a VIZE)                    | 15,57                                                                                |       | Marek Hilšer (MHS)                                                                | 79,75 |  | Marek Hilšer      |                  | (MHS)                                                             |
| 26 – Praha 2            | Libor Michálek                     | 2                | Piráti             | Ano              | Marek Hilšer (MHS)                                                                   | 44,45                                             |                                                                                      |       | Marek Hilšer (MHS)                                                                | 79,75 |  | Marek Hilšer      |                  | (MHS)                                                             |
| 26 – Praha 2            | Libor Michálek                     | 3                | Piráti             | Ano              | Ladislav Jakl (SPD)                                                                  | 6,37                                              |                                                                                      |       | Marek Hilšer (MHS)                                                                | 79,75 |  | Marek Hilšer      |                  | (MHS)                                                             |
| 26 – Praha 2            | Libor Michálek                     | 4                | Piráti             | Ano              | Václav Srb (KČ)                                                                      | 0,69                                              |                                                                                      |       | Marek Hilšer (MHS)                                                                | 79,75 |  | Marek Hilšer      |                  | (MHS)                                                             |
| 26 – Praha 2            | Libor Michálek                     | 5                | Piráti             | Ano              | Ivan Gabal (SZ)                                                                      | 5,37                                              |                                                                                      |       | Marek Hilšer (MHS)                                                                | 79,75 |  | Marek Hilšer      |                  | (MHS)                                                             |
| 26 – Praha 2            | Libor Michálek                     | 6                | Piráti             | Ano              | Roman Kerekeš (ANO)                                                                  | 8,60                                              | Libor Michálek (Piráti a VIZE)                                                       | 20,24 |                                                                                   |       |  | Marek Hilšer      |                  | (MHS)                                                             |
| 26 – Praha 2            | Libor Michálek                     | 7                | Piráti             | Ano              | Vladimír Kratina (ODS)                                                               | 11,71                                             | Libor Michálek (Piráti a VIZE)                                                       | 20,24 |                                                                                   |       |  | Marek Hilšer      |                  | (MHS)                                                             |
| 26 – Praha 2            | Libor Michálek                     | 8                | Piráti             | Ano              | Vladislava Hujová (HPP)                                                              | 4,43                                              | Libor Michálek (Piráti a VIZE)                                                       | 20,24 |                                                                                   |       |  | Marek Hilšer      |                  | (MHS)                                                             |
| 26 – Praha 2            | Libor Michálek                     | 9                | Piráti             | Ano              | Vladimír Roškot (KSČM)                                                               | 2,77                                              | Libor Michálek (Piráti a VIZE)                                                       | 20,24 |                                                                                   |       |  | Marek Hilšer      |                  | (MHS)                                                             |
| 29 – Litoměřice         | Hassan Mezian                      |                  | ČSSD               | Ne               | 1                                                                                    | Jan Vondrouš (NE-VOLIM.CZ)                        | 2,88                                                                                 |       | Ladislav Chlupáč (ODS)                                                            | 56,40 |  | Ladislav Chlupáč  |                  | ODS                                                               |
| 29 – Litoměřice         | Hassan Mezian                      | 2                | ČSSD               | Ne               | Josef Šenfeld (KSČM)                                                                 | 11,27                                             |                                                                                      |       | Ladislav Chlupáč (ODS)                                                            | 56,40 |  | Ladislav Chlupáč  |                  | ODS                                                               |
| 29 – Litoměřice         | Hassan Mezian                      | 3                | ČSSD               | Ne               | David Rath (ČS)                                                                      | 4,97                                              |                                                                                      |       | Ladislav Chlupáč (ODS)                                                            | 56,40 |  | Ladislav Chlupáč  |                  | ODS                                                               |
| 29 – Litoměřice         | Hassan Mezian                      | 4                | ČSSD               | Ne               | Miroslav Jiránek (PRO Zdraví)                                                        | 12,92                                             |                                                                                      |       | Ladislav Chlupáč (ODS)                                                            | 56,40 |  | Ladislav Chlupáč  |                  | ODS                                                               |
| 29 – Litoměřice         | Hassan Mezian                      | 5                | ČSSD               | Ne               | Ladislav Chlupáč (ODS)                                                               | 24,50                                             |                                                                                      |       | Ladislav Chlupáč (ODS)                                                            | 56,40 |  | Ladislav Chlupáč  |                  | ODS                                                               |
| 29 – Litoměřice         | Hassan Mezian                      | 6                | ČSSD               | Ne               | František Novotný (SPD)                                                              | 4,15                                              | Ondřej Štěrba (ANO)                                                                  | 43,59 |                                                                                   |       |  | Ladislav Chlupáč  |                  | ODS                                                               |
| 29 – Litoměřice         | Hassan Mezian                      | 7                | ČSSD               | Ne               | Libor Uhlík (SEN 21)                                                                 | 11,72                                             | Ondřej Štěrba (ANO)                                                                  | 43,59 |                                                                                   |       |  | Ladislav Chlupáč  |                  | ODS                                                               |
| 29 – Litoměřice         | Hassan Mezian                      | 8                | ČSSD               | Ne               | Josef Dobeš (NK)                                                                     | 8,01                                              | Ondřej Štěrba (ANO)                                                                  | 43,59 |                                                                                   |       |  | Ladislav Chlupáč  |                  | ODS                                                               |
| 29 – Litoměřice         | Hassan Mezian                      | 9                | ČSSD               | Ne               | Ondřej Štěrba (ANO)                                                                  | 19,53                                             | Ondřej Štěrba (ANO)                                                                  | 43,59 |                                                                                   |       |  | Ladislav Chlupáč  |                  | ODS                                                               |
| 32 – Teplice            | Jaroslav Kubera                    |                  | ODS                | Ano              | 1                                                                                    | Tomáš Zíka (KSČM)                                 | 8,86                                                                                 |       | Jaroslav Kubera (ODS)                                                             | 55,60 |  | Jaroslav Kubera   |                  | ODS                                                               |
| 32 – Teplice            | Jaroslav Kubera                    | 2                | ODS                | Ano              | Terezie Holovská (SPOZ)                                                              | 1,86                                              |                                                                                      |       | Jaroslav Kubera (ODS)                                                             | 55,60 |  | Jaroslav Kubera   |                  | ODS                                                               |
| 32 – Teplice            | Jaroslav Kubera                    | 3                | ODS                | Ano              | Ivan Vinický (ČSSD)                                                                  | 4,38                                              |                                                                                      |       | Jaroslav Kubera (ODS)                                                             | 55,60 |  | Jaroslav Kubera   |                  | ODS                                                               |
| 32 – Teplice            | Jaroslav Kubera                    | 4                | ODS                | Ano              | Josef Barta (OČR)                                                                    | 1,42                                              |                                                                                      |       | Jaroslav Kubera (ODS)                                                             | 55,60 |  | Jaroslav Kubera   |                  | ODS                                                               |
| 32 – Teplice            | Jaroslav Kubera                    | 5                | ODS                | Ano              | Jaroslav Kubera (ODS)                                                                | 41,81                                             |                                                                                      |       | Jaroslav Kubera (ODS)                                                             | 55,60 |  | Jaroslav Kubera   |                  | ODS                                                               |
| 32 – Teplice            | Jaroslav Kubera                    | 6                | ODS                | Ano              | Jan Zahradníček (SPD)                                                                | 11,09                                             | Zdeněk Bergman (SEN 21 s podporou Zelení, KDU-ČSL a Volba PRO! Teplice)              | 44,39 |                                                                                   |       |  | Jaroslav Kubera   |                  | ODS                                                               |
| 32 – Teplice            | Jaroslav Kubera                    | 7                | ODS                | Ano              | Pavel Šedlbauer (TOP 09 s podporou STAN)                                             | 6,26                                              | Zdeněk Bergman (SEN 21 s podporou Zelení, KDU-ČSL a Volba PRO! Teplice)              | 44,39 |                                                                                   |       |  | Jaroslav Kubera   |                  | ODS                                                               |
| 32 – Teplice            | Jaroslav Kubera                    | 8                | ODS                | Ano              | Zdeněk Bergman (SEN 21 s podporou Zelení, KDU-ČSL a Volba PRO! Teplice)              | 21,10                                             | Zdeněk Bergman (SEN 21 s podporou Zelení, KDU-ČSL a Volba PRO! Teplice)              | 44,39 |                                                                                   |       |  | Jaroslav Kubera   |                  | ODS                                                               |
| 32 – Teplice            | Jaroslav Kubera                    | 9                | ODS                | Ano              | Eugen Sigismund Freimann (Rozumní)                                                   | 3,17                                              | Zdeněk Bergman (SEN 21 s podporou Zelení, KDU-ČSL a Volba PRO! Teplice)              | 44,39 |                                                                                   |       |  | Jaroslav Kubera   |                  | ODS                                                               |
| 35 – Jablonec nad Nisou | Jaroslav Zeman                     |                  | ODS                | Ano              | 1                                                                                    | Šárka Kalvová (KSČM)                              | 4,93                                                                                 |       | Jaroslav Zeman (ODS)                                                              | 56,42 |  | Jaroslav Zeman    |                  | ODS                                                               |
| 35 – Jablonec nad Nisou | Jaroslav Zeman                     | 2                | ODS                | Ano              | Michaela Tejmlová (SEN 21 s podporou Piráti, KDU-ČSL, Změna a Společně pro Jablonec) | 22,21                                             |                                                                                      |       | Jaroslav Zeman (ODS)                                                              | 56,42 |  | Jaroslav Zeman    |                  | ODS                                                               |
| 35 – Jablonec nad Nisou | Jaroslav Zeman                     | 3                | ODS                | Ano              | Jaroslav Zeman (ODS s podporou STAN)                                                 | 34,31                                             |                                                                                      |       | Jaroslav Zeman (ODS)                                                              | 56,42 |  | Jaroslav Zeman    |                  | ODS                                                               |
| 35 – Jablonec nad Nisou | Jaroslav Zeman                     | 4                | ODS                | Ano              | Michal Švarc (SPD)                                                                   | 5,48                                              | Michaela Tejmlová (SEN 21 s podporou Piráti, KDU-ČSL, Změna a Společně pro Jablonec) | 43,57 |                                                                                   |       |  | Jaroslav Zeman    |                  | ODS                                                               |
| 35 – Jablonec nad Nisou | Jaroslav Zeman                     | 5                | ODS                | Ano              | Pavel Žur (NBPLK)                                                                    | 10,03                                             | Michaela Tejmlová (SEN 21 s podporou Piráti, KDU-ČSL, Změna a Společně pro Jablonec) | 43,57 |                                                                                   |       |  | Jaroslav Zeman    |                  | ODS                                                               |
| 35 – Jablonec nad Nisou | Jaroslav Zeman                     | 6                | ODS                | Ano              | Josef Chuchlík (ANO)                                                                 | 17,61                                             | Michaela Tejmlová (SEN 21 s podporou Piráti, KDU-ČSL, Změna a Společně pro Jablonec) | 43,57 |                                                                                   |       |  | Jaroslav Zeman    |                  | ODS                                                               |
| 35 – Jablonec nad Nisou | Jaroslav Zeman                     | 7                | ODS                | Ano              | Jindřich Berounský (ČSSD)                                                            | 5,39                                              | Michaela Tejmlová (SEN 21 s podporou Piráti, KDU-ČSL, Změna a Společně pro Jablonec) | 43,57 |                                                                                   |       |  | Jaroslav Zeman    |                  | ODS                                                               |
| 38 – Mladá Boleslav     | Jaromír Jermář                     |                  | ČSSD               | Ne               | 1                                                                                    | Daniela Weissová (Piráti)                         | 14,69                                                                                |       | Raduan Nwelati (ODS)                                                              | 61,96 |  | Raduan Nwelati    |                  | ODS                                                               |
| 38 – Mladá Boleslav     | Jaromír Jermář                     | 2                | ČSSD               | Ne               | Raduan Nwelati (ODS)                                                                 | 33,86                                             |                                                                                      |       | Raduan Nwelati (ODS)                                                              | 61,96 |  | Raduan Nwelati    |                  | ODS                                                               |
| 38 – Mladá Boleslav     | Jaromír Jermář                     | 3                | ČSSD               | Ne               | Josef Nos (SPD)                                                                      | 4,47                                              |                                                                                      |       | Raduan Nwelati (ODS)                                                              | 61,96 |  | Raduan Nwelati    |                  | ODS                                                               |
| 38 – Mladá Boleslav     | Jaromír Jermář                     | 4                | ČSSD               | Ne               | Ladislav Horák (ČSSD)                                                                | 14,46                                             |                                                                                      |       | Raduan Nwelati (ODS)                                                              | 61,96 |  | Raduan Nwelati    |                  | ODS                                                               |
| 38 – Mladá Boleslav     | Jaromír Jermář                     | 5                | ČSSD               | Ne               | Jiří Müller (ANO)                                                                    | 17,90                                             | Jiří Müller (ANO)                                                                    | 38,03 |                                                                                   |       |  | Raduan Nwelati    |                  | ODS                                                               |
| 38 – Mladá Boleslav     | Jaromír Jermář                     | 6                | ČSSD               | Ne               | Josef Jermář (KSČM)                                                                  | 9,74                                              | Jiří Müller (ANO)                                                                    | 38,03 |                                                                                   |       |  | Raduan Nwelati    |                  | ODS                                                               |
| 38 – Mladá Boleslav     | Jaromír Jermář                     | 7                | ČSSD               | Ne               | Miroslav Plch (TOP 09)                                                               | 4,84                                              | Jiří Müller (ANO)                                                                    | 38,03 |                                                                                   |       |  | Raduan Nwelati    |                  | ODS                                                               |
| 41 – Benešov            | Luděk Jeništa                      |                  | TOP 09/STAN        | Ne               | 1                                                                                    | Martin Šveda (NK)                                 | 6,07                                                                                 |       | Zdeněk Hraba (STAN)                                                               | 60,95 |  | Zdeněk Hraba      |                  | STAN                                                              |
| 41 – Benešov            | Luděk Jeništa                      | 2                | TOP 09/STAN        | Ne               | Jiří Švadlena (ANO)                                                                  | 14,20                                             |                                                                                      |       | Zdeněk Hraba (STAN)                                                               | 60,95 |  | Zdeněk Hraba      |                  | STAN                                                              |
| 41 – Benešov            | Luděk Jeništa                      | 3                | TOP 09/STAN        | Ne               | Terezie Radoměřská (TOP 09)                                                          | 8,99                                              |                                                                                      |       | Zdeněk Hraba (STAN)                                                               | 60,95 |  | Zdeněk Hraba      |                  | STAN                                                              |
| 41 – Benešov            | Luděk Jeništa                      | 4                | TOP 09/STAN        | Ne               | Jiří Kozák (ODS)                                                                     | 17,29                                             |                                                                                      |       | Zdeněk Hraba (STAN)                                                               | 60,95 |  | Zdeněk Hraba      |                  | STAN                                                              |
| 41 – Benešov            | Luděk Jeništa                      | 5                | TOP 09/STAN        | Ne               | Jan Borguľa (KDU-ČSL)                                                                | 6,77                                              |                                                                                      |       | Zdeněk Hraba (STAN)                                                               | 60,95 |  | Zdeněk Hraba      |                  | STAN                                                              |
| 41 – Benešov            | Luděk Jeništa                      | 6                | TOP 09/STAN        | Ne               | Miroslav Křeček (SPD)                                                                | 5,03                                              |                                                                                      |       | Zdeněk Hraba (STAN)                                                               | 60,95 |  | Zdeněk Hraba      |                  | STAN                                                              |
| 41 – Benešov            | Luděk Jeništa                      | 7                | TOP 09/STAN        | Ne               | Ivan Cinka (KSČM)                                                                    | 5,41                                              | Jiří Kozák (ODS)                                                                     | 39,04 |                                                                                   |       |  | Zdeněk Hraba      |                  | STAN                                                              |
| 41 – Benešov            | Luděk Jeništa                      | 8                | TOP 09/STAN        | Ne               | Aleš Hemer (Soukromníci)                                                             | 1,80                                              | Jiří Kozák (ODS)                                                                     | 39,04 |                                                                                   |       |  | Zdeněk Hraba      |                  | STAN                                                              |
| 41 – Benešov            | Luděk Jeništa                      | 9                | TOP 09/STAN        | Ne               | Zdeněk Hraba (STAN)                                                                  | 20,93                                             | Jiří Kozák (ODS)                                                                     | 39,04 |                                                                                   |       |  | Zdeněk Hraba      |                  | STAN                                                              |
| 41 – Benešov            | Luděk Jeništa                      | 10               | TOP 09/STAN        | Ne               | Petr Petržílek (ČSSD)                                                                | 3,71                                              | Jiří Kozák (ODS)                                                                     | 39,04 |                                                                                   |       |  | Zdeněk Hraba      |                  | STAN                                                              |
| 41 – Benešov            | Luděk Jeništa                      | 11               | TOP 09/STAN        | Ne               | Petr Chaluš (Piráti s podporou SEN 21)                                               | 9,75                                              | Jiří Kozák (ODS)                                                                     | 39,04 |                                                                                   |       |  | Zdeněk Hraba      |                  | STAN                                                              |
| 44 – Chrudim            | Jan Veleba                         |                  | nezávislý kandidát | Ne               | 1                                                                                    | Roman Šemík (Piráti)                              | 3,82                                                                                 |       | Jan Tecl (ODS, STAN, STO)                                                         | 63,89 |  | Jan Tecl          |                  | ODS, STAN, STO                                                    |
| 44 – Chrudim            | Jan Veleba                         | 2                | nezávislý kandidát | Ne               | Miroslav Krčil (NK)                                                                  | 11,55                                             |                                                                                      |       | Jan Tecl (ODS, STAN, STO)                                                         | 63,89 |  | Jan Tecl          |                  | ODS, STAN, STO                                                    |
| 44 – Chrudim            | Jan Veleba                         | 3                | nezávislý kandidát | Ne               | Pavel Svoboda (PRO Zdraví)                                                           | 4,19                                              |                                                                                      |       | Jan Tecl (ODS, STAN, STO)                                                         | 63,89 |  | Jan Tecl          |                  | ODS, STAN, STO                                                    |
| 44 – Chrudim            | Jan Veleba                         | 4                | nezávislý kandidát | Ne               | Tomáš Dubský (NK)                                                                    | 9,78                                              |                                                                                      |       | Jan Tecl (ODS, STAN, STO)                                                         | 63,89 |  | Jan Tecl          |                  | ODS, STAN, STO                                                    |
| 44 – Chrudim            | Jan Veleba                         | 5                | nezávislý kandidát | Ne               | Petr Novák (ANO)                                                                     | 7,40                                              |                                                                                      |       | Jan Tecl (ODS, STAN, STO)                                                         | 63,89 |  | Jan Tecl          |                  | ODS, STAN, STO                                                    |
| 44 – Chrudim            | Jan Veleba                         | 6                | nezávislý kandidát | Ne               | Daniel Herman (KDU-ČSL)                                                              | 15,13                                             |                                                                                      |       | Jan Tecl (ODS, STAN, STO)                                                         | 63,89 |  | Jan Tecl          |                  | ODS, STAN, STO                                                    |
| 44 – Chrudim            | Jan Veleba                         | 7                | nezávislý kandidát | Ne               | Emanuel Žďárský (OL)                                                                 | 4,01                                              |                                                                                      |       | Jan Tecl (ODS, STAN, STO)                                                         | 63,89 |  | Jan Tecl          |                  | ODS, STAN, STO                                                    |
| 44 – Chrudim            | Jan Veleba                         | 8                | nezávislý kandidát | Ne               | Jiří Hynek (REAL)                                                                    | 1,80                                              | Daniel Herman (KDU-ČSL)                                                              | 36,10 |                                                                                   |       |  | Jan Tecl          |                  | ODS, STAN, STO                                                    |
| 44 – Chrudim            | Jan Veleba                         | 9                | nezávislý kandidát | Ne               | Jaroslav Hájek (KSČM)                                                                | 5,56                                              | Daniel Herman (KDU-ČSL)                                                              | 36,10 |                                                                                   |       |  | Jan Tecl          |                  | ODS, STAN, STO                                                    |
| 44 – Chrudim            | Jan Veleba                         | 10               | nezávislý kandidát | Ne               | Hynek Blaško (Svoboda a přímá demokracie)                                            | 6,35                                              | Daniel Herman (KDU-ČSL)                                                              | 36,10 |                                                                                   |       |  | Jan Tecl          |                  | ODS, STAN, STO                                                    |
| 44 – Chrudim            | Jan Veleba                         | 11               | nezávislý kandidát | Ne               | Lucie Orgoníková (ČSSD)                                                              | 9,94                                              | Daniel Herman (KDU-ČSL)                                                              | 36,10 |                                                                                   |       |  | Jan Tecl          |                  | ODS, STAN, STO                                                    |
| 44 – Chrudim            | Jan Veleba                         | 12               | nezávislý kandidát | Ne               | Vladimír Martinec (SNK ED, Soukromníci)                                              | 4,60                                              | Daniel Herman (KDU-ČSL)                                                              | 36,10 |                                                                                   |       |  | Jan Tecl          |                  | ODS, STAN, STO                                                    |
| 44 – Chrudim            | Jan Veleba                         | 13               | nezávislý kandidát | Ne               | Jan Tecl (ODS, STAN, STO)                                                            | 15,44                                             | Daniel Herman (KDU-ČSL)                                                              | 36,10 |                                                                                   |       |  | Jan Tecl          |                  | ODS, STAN, STO                                                    |
| 44 – Chrudim            | Jan Veleba                         | 14               | nezávislý kandidát | Ne               | Augustin Karel Andrle Sylor (KČ)                                                     | 0,36                                              | Daniel Herman (KDU-ČSL)                                                              | 36,10 |                                                                                   |       |  | Jan Tecl          |                  | ODS, STAN, STO                                                    |
| 47 – Náchod             | Lubomír Franc                      |                  | ČSSD               | Ne               | 1                                                                                    | Soňa Marková (KSČM)                               | 9,60                                                                                 |       | Pavel Bělobrádek (KDU-ČSL)                                                        | 43,53 |  | Martin Červíček   |                  | ODS                                                               |
| 47 – Náchod             | Lubomír Franc                      | 2                | ČSSD               | Ne               | Pavel Bělobrádek (KDU-ČSL)                                                           | 26,62                                             |                                                                                      |       | Pavel Bělobrádek (KDU-ČSL)                                                        | 43,53 |  | Martin Červíček   |                  | ODS                                                               |
| 47 – Náchod             | Lubomír Franc                      | 3                | ČSSD               | Ne               | Andrea Pajgerová (Svoboda a přímá demokracie)                                        | 5,95                                              |                                                                                      |       | Pavel Bělobrádek (KDU-ČSL)                                                        | 43,53 |  | Martin Červíček   |                  | ODS                                                               |
| 47 – Náchod             | Lubomír Franc                      | 4                | ČSSD               | Ne               | Petr Koleta (ANO)                                                                    | 22,47                                             | Martin Červíček (ODS)                                                                | 56,46 |                                                                                   |       |  | Martin Červíček   |                  | ODS                                                               |
| 47 – Náchod             | Lubomír Franc                      | 5                | ČSSD               | Ne               | Martin Červíček (ODS)                                                                | 26,49                                             | Martin Červíček (ODS)                                                                | 56,46 |                                                                                   |       |  | Martin Červíček   |                  | ODS                                                               |
| 47 – Náchod             | Lubomír Franc                      | 6                | ČSSD               | Ne               | Miroslav Brát (ČSSD)                                                                 | 8,83                                              | Martin Červíček (ODS)                                                                | 56,46 |                                                                                   |       |  | Martin Červíček   |                  | ODS                                                               |
| 50 – Svitavy            | Radko Martínek                     |                  | ČSSD               | Ne               | 1                                                                                    | Jaroslav Novák (PATRIOTI)                         | 2,30                                                                                 |       | Michal Kortyš (ODS)                                                               | 62,76 |  | Michal Kortyš     |                  | ODS                                                               |
| 50 – Svitavy            | Radko Martínek                     | 2                | ČSSD               | Ne               | Bohuslav Fliedr (STAN v koalici s KDU-ČSL a podporou TOP 09)                         | 13,67                                             |                                                                                      |       | Michal Kortyš (ODS)                                                               | 62,76 |  | Michal Kortyš     |                  | ODS                                                               |
| 50 – Svitavy            | Radko Martínek                     | 3                | ČSSD               | Ne               | Jiří Krátký (Piráti s podporou SEN 21)                                               | 12,52                                             |                                                                                      |       | Michal Kortyš (ODS)                                                               | 62,76 |  | Michal Kortyš     |                  | ODS                                                               |
| 50 – Svitavy            | Radko Martínek                     | 4                | ČSSD               | Ne               | Pavel Havíř (ČSSD)                                                                   | 20,76                                             |                                                                                      |       | Michal Kortyš (ODS)                                                               | 62,76 |  | Michal Kortyš     |                  | ODS                                                               |
| 50 – Svitavy            | Radko Martínek                     | 5                | ČSSD               | Ne               | Richard Andrle Sylor (KČ)                                                            | 2,20                                              | Pavel Havíř (ČSSD)                                                                   | 37,23 |                                                                                   |       |  | Michal Kortyš     |                  | ODS                                                               |
| 50 – Svitavy            | Radko Martínek                     | 6                | ČSSD               | Ne               | Miroslav Šafář (Rozumní)                                                             | 9,49                                              | Pavel Havíř (ČSSD)                                                                   | 37,23 |                                                                                   |       |  | Michal Kortyš     |                  | ODS                                                               |
| 50 – Svitavy            | Radko Martínek                     | 7                | ČSSD               | Ne               | Michal Kortyš (ODS)                                                                  | 24,73                                             | Pavel Havíř (ČSSD)                                                                   | 37,23 |                                                                                   |       |  | Michal Kortyš     |                  | ODS                                                               |
| 50 – Svitavy            | Radko Martínek                     | 8                | ČSSD               | Ne               | Milan Mňuk (KSČM)                                                                    | 8,59                                              | Pavel Havíř (ČSSD)                                                                   | 37,23 |                                                                                   |       |  | Michal Kortyš     |                  | ODS                                                               |
| 50 – Svitavy            | Radko Martínek                     | 9                | ČSSD               | Ne               | Josef Krpálek (SPD)                                                                  | 5,70                                              | Pavel Havíř (ČSSD)                                                                   | 37,23 |                                                                                   |       |  | Michal Kortyš     |                  | ODS                                                               |
| 53 – Třebíč             | František Bublan                   |                  | ČSSD               | Ne               | 1                                                                                    | Stanislav Zíma (NK)                               | 4,92                                                                                 |       | Hana Žáková (STAN s podporou ODS, SNK ED a PRO TR)                                | 77,46 |  | Hana Žáková       |                  | STAN s podporou ODS, SNK ED a PRO TR                              |
| 53 – Třebíč             | František Bublan                   | 2                | ČSSD               | Ne               | Vladimír Kotek (Rozumní)                                                             | 2,48                                              |                                                                                      |       | Hana Žáková (STAN s podporou ODS, SNK ED a PRO TR)                                | 77,46 |  | Hana Žáková       |                  | STAN s podporou ODS, SNK ED a PRO TR                              |
| 53 – Třebíč             | František Bublan                   | 3                | ČSSD               | Ne               | Naděžda Dobešová (ČSSD)                                                              | 7,77                                              |                                                                                      |       | Hana Žáková (STAN s podporou ODS, SNK ED a PRO TR)                                | 77,46 |  | Hana Žáková       |                  | STAN s podporou ODS, SNK ED a PRO TR                              |
| 53 – Třebíč             | František Bublan                   | 4                | ČSSD               | Ne               | Hana Žáková (STAN s podporou ODS, SNK ED a PRO TR)                                   | 28,49                                             |                                                                                      |       | Hana Žáková (STAN s podporou ODS, SNK ED a PRO TR)                                | 77,46 |  | Hana Žáková       |                  | STAN s podporou ODS, SNK ED a PRO TR                              |
| 53 – Třebíč             | František Bublan                   | 5                | ČSSD               | Ne               | Michal Šalomoun (Piráti s podporou TOP 09)                                           | 13,60                                             | Miroslav Michálek (ANO)                                                              | 22,53 |                                                                                   |       |  | Hana Žáková       |                  | STAN s podporou ODS, SNK ED a PRO TR                              |
| 53 – Třebíč             | František Bublan                   | 6                | ČSSD               | Ne               | Marie Dudíková (KDU-ČSL)                                                             | 13,34                                             | Miroslav Michálek (ANO)                                                              | 22,53 |                                                                                   |       |  | Hana Žáková       |                  | STAN s podporou ODS, SNK ED a PRO TR                              |
| 53 – Třebíč             | František Bublan                   | 7                | ČSSD               | Ne               | Miroslav Michálek (ANO)                                                              | 14,77                                             | Miroslav Michálek (ANO)                                                              | 22,53 |                                                                                   |       |  | Hana Žáková       |                  | STAN s podporou ODS, SNK ED a PRO TR                              |
| 53 – Třebíč             | František Bublan                   | 8                | ČSSD               | Ne               | Marek Nevoral (KSČM)                                                                 | 10,02                                             | Miroslav Michálek (ANO)                                                              | 22,53 |                                                                                   |       |  | Hana Žáková       |                  | STAN s podporou ODS, SNK ED a PRO TR                              |
| 53 – Třebíč             | František Bublan                   | 9                | ČSSD               | Ne               | Petr Paul (SPD)                                                                      | 4,57                                              | Miroslav Michálek (ANO)                                                              | 22,53 |                                                                                   |       |  | Hana Žáková       |                  | STAN s podporou ODS, SNK ED a PRO TR                              |
| 56 – Břeclav            | Jan Hajda (do 27. února 2018)      |                  | ČSSD               | -                | 1                                                                                    | Richard Novák (Svoboda a přímá demokracie)        | 7,76                                                                                 |       | Rostislav Koštial (ODS)                                                           | 64,03 |  | Rostislav Koštial |                  | ODS                                                               |
| 56 – Břeclav            | Jan Hajda (do 27. února 2018)      | 2                | ČSSD               | -                | Jaroslav Válka (ČSSD)                                                                | 7,90                                              |                                                                                      |       | Rostislav Koštial (ODS)                                                           | 64,03 |  | Rostislav Koštial |                  | ODS                                                               |
| 56 – Břeclav            | Jan Hajda (do 27. února 2018)      | 3                | ČSSD               | -                | Karel Štogl (Piráti)                                                                 | 6,57                                              |                                                                                      |       | Rostislav Koštial (ODS)                                                           | 64,03 |  | Rostislav Koštial |                  | ODS                                                               |
| 56 – Břeclav            | Jan Hajda (do 27. února 2018)      | 4                | ČSSD               | -                | Richard Zemánek (KDU-ČSL)                                                            | 15,36                                             |                                                                                      |       | Rostislav Koštial (ODS)                                                           | 64,03 |  | Rostislav Koštial |                  | ODS                                                               |
| 56 – Břeclav            | Jan Hajda (do 27. února 2018)      | 5                | ČSSD               | -                | Zdeněk Tesařík (KSČM)                                                                | 14,59                                             | Libor Nazarčuk (ANO)                                                                 | 35,96 |                                                                                   |       |  | Rostislav Koštial |                  | ODS                                                               |
| 56 – Břeclav            | Jan Hajda (do 27. února 2018)      | 6                | ČSSD               | -                | Rostislav Koštial (ODS)                                                              | 27,11                                             | Libor Nazarčuk (ANO)                                                                 | 35,96 |                                                                                   |       |  | Rostislav Koštial |                  | ODS                                                               |
| 56 – Břeclav            | Jan Hajda (do 27. února 2018)      | 7                | ČSSD               | -                | Libor Nazarčuk (ANO)                                                                 | 20,67                                             | Libor Nazarčuk (ANO)                                                                 | 35,96 |                                                                                   |       |  | Rostislav Koštial |                  | ODS                                                               |
| 59 – Brno-město         | Eliška Wagnerová                   |                  | Zelení             | Ne               | 1                                                                                    | Karel Schmeidler (SPD)                            | 7,44                                                                                 |       | Mikuláš Bek (STAN v koalici s ODS, TOP 09 a Zelení)                               | 72,40 |  | Mikuláš Bek       |                  | STAN v koalici s ODS, TOP 09 a Zelení                             |
| 59 – Brno-město         | Eliška Wagnerová                   | 2                | Zelení             | Ne               | Jaromír Ostrý (ANO)                                                                  | 18,70                                             |                                                                                      |       | Mikuláš Bek (STAN v koalici s ODS, TOP 09 a Zelení)                               | 72,40 |  | Mikuláš Bek       |                  | STAN v koalici s ODS, TOP 09 a Zelení                             |
| 59 – Brno-město         | Eliška Wagnerová                   | 3                | Zelení             | Ne               | Oldřich Duchoň (KSČM)                                                                | 4,85                                              |                                                                                      |       | Mikuláš Bek (STAN v koalici s ODS, TOP 09 a Zelení)                               | 72,40 |  | Mikuláš Bek       |                  | STAN v koalici s ODS, TOP 09 a Zelení                             |
| 59 – Brno-město         | Eliška Wagnerová                   | 4                | Zelení             | Ne               | Pavel Trčala ("MZH")                                                                 | 3,26                                              |                                                                                      |       | Mikuláš Bek (STAN v koalici s ODS, TOP 09 a Zelení)                               | 72,40 |  | Mikuláš Bek       |                  | STAN v koalici s ODS, TOP 09 a Zelení                             |
| 59 – Brno-město         | Eliška Wagnerová                   | 5                | Zelení             | Ne               | Stanislav Balík (APAČI 2017, bezpartijní)                                            | 2,69                                              |                                                                                      |       | Mikuláš Bek (STAN v koalici s ODS, TOP 09 a Zelení)                               | 72,40 |  | Mikuláš Bek       |                  | STAN v koalici s ODS, TOP 09 a Zelení                             |
| 59 – Brno-město         | Eliška Wagnerová                   | 6                | Zelení             | Ne               | Petr Kováč (RDS)                                                                     | 0,73                                              |                                                                                      |       | Mikuláš Bek (STAN v koalici s ODS, TOP 09 a Zelení)                               | 72,40 |  | Mikuláš Bek       |                  | STAN v koalici s ODS, TOP 09 a Zelení                             |
| 59 – Brno-město         | Eliška Wagnerová                   | 7                | Zelení             | Ne               | Jan Špilar (KDU-ČSL)                                                                 | 17,73                                             | Jaromír Ostrý (ANO)                                                                  | 27,59 |                                                                                   |       |  | Mikuláš Bek       |                  | STAN v koalici s ODS, TOP 09 a Zelení                             |
| 59 – Brno-město         | Eliška Wagnerová                   | 8                | Zelení             | Ne               | Emil Adamec (KČ)                                                                     | 0,55                                              | Jaromír Ostrý (ANO)                                                                  | 27,59 |                                                                                   |       |  | Mikuláš Bek       |                  | STAN v koalici s ODS, TOP 09 a Zelení                             |
| 59 – Brno-město         | Eliška Wagnerová                   | 9                | Zelení             | Ne               | Lucie Zajícová (Rozumní)                                                             | 1,32                                              | Jaromír Ostrý (ANO)                                                                  | 27,59 |                                                                                   |       |  | Mikuláš Bek       |                  | STAN v koalici s ODS, TOP 09 a Zelení                             |
| 59 – Brno-město         | Eliška Wagnerová                   | 10               | Zelení             | Ne               | Mikuláš Bek (STAN v koalici s ODS, TOP 09 a Zelení)                                  | 38,17                                             | Jaromír Ostrý (ANO)                                                                  | 27,59 |                                                                                   |       |  | Mikuláš Bek       |                  | STAN v koalici s ODS, TOP 09 a Zelení                             |
| 59 – Brno-město         | Eliška Wagnerová                   | 11               | Zelení             | Ne               | Pavel Kosorin (ČSSD)                                                                 | 4,51                                              | Jaromír Ostrý (ANO)                                                                  | 27,59 |                                                                                   |       |  | Mikuláš Bek       |                  | STAN v koalici s ODS, TOP 09 a Zelení                             |
| 62 – Prostějov          | Božena Sekaninová                  |                  | ČSSD               | Ano              | 1                                                                                    | Božena Sekaninová (ČSSD)                          | 18,68                                                                                |       | Božena Sekaninová (ČSSD)                                                          | 40,14 |  | Jitka Chalánková  |                  | NK                                                                |
| 62 – Prostějov          | Božena Sekaninová                  | 2                | ČSSD               | Ano              | Jitka Chalánková (NK)                                                                | 12,68                                             |                                                                                      |       | Božena Sekaninová (ČSSD)                                                          | 40,14 |  | Jitka Chalánková  |                  | NK                                                                |
| 62 – Prostějov          | Božena Sekaninová                  | 3                | ČSSD               | Ano              | Irena Blažková (ANO)                                                                 | 12,67                                             |                                                                                      |       | Božena Sekaninová (ČSSD)                                                          | 40,14 |  | Jitka Chalánková  |                  | NK                                                                |
| 62 – Prostějov          | Božena Sekaninová                  | 4                | ČSSD               | Ano              | Petr Michek (Moravané)                                                               | 3,50                                              |                                                                                      |       | Božena Sekaninová (ČSSD)                                                          | 40,14 |  | Jitka Chalánková  |                  | NK                                                                |
| 62 – Prostějov          | Božena Sekaninová                  | 5                | ČSSD               | Ano              | Pavel Dopita (SPD)                                                                   | 6,21                                              |                                                                                      |       | Božena Sekaninová (ČSSD)                                                          | 40,14 |  | Jitka Chalánková  |                  | NK                                                                |
| 62 – Prostějov          | Božena Sekaninová                  | 6                | ČSSD               | Ano              | Jan Krchňavý (PV)                                                                    | 8,08                                              |                                                                                      |       | Božena Sekaninová (ČSSD)                                                          | 40,14 |  | Jitka Chalánková  |                  | NK                                                                |
| 62 – Prostějov          | Božena Sekaninová                  | 7                | ČSSD               | Ano              | Pavel Makový ("MZH")                                                                 | 3,97                                              | Jitka Chalánková (NK)                                                                | 59,85 |                                                                                   |       |  | Jitka Chalánková  |                  | NK                                                                |
| 62 – Prostějov          | Božena Sekaninová                  | 8                | ČSSD               | Ano              | Dagmar Halašová (ODS)                                                                | 7,76                                              | Jitka Chalánková (NK)                                                                | 59,85 |                                                                                   |       |  | Jitka Chalánková  |                  | NK                                                                |
| 62 – Prostějov          | Božena Sekaninová                  | 9                | ČSSD               | Ano              | Marek Obrtel (ČSNS)                                                                  | 7,92                                              | Jitka Chalánková (NK)                                                                | 59,85 |                                                                                   |       |  | Jitka Chalánková  |                  | NK                                                                |
| 62 – Prostějov          | Božena Sekaninová                  | 10               | ČSSD               | Ano              | Jaroslav Fidrmuc (KDU-ČSL)                                                           | 12,30                                             | Jitka Chalánková (NK)                                                                | 59,85 |                                                                                   |       |  | Jitka Chalánková  |                  | NK                                                                |
| 62 – Prostějov          | Božena Sekaninová                  | 11               | ČSSD               | Ano              | Zuzana Böhmová (KSČM)                                                                | 6,18                                              | Jitka Chalánková (NK)                                                                | 59,85 |                                                                                   |       |  | Jitka Chalánková  |                  | NK                                                                |
| 65 – Šumperk            | Zdeněk Brož                        |                  | KDU-ČSL            | Ano              | 1                                                                                    | Tomáš Hauzner (SPD)                               | 11,38                                                                                |       | Miroslav Adámek (ANO)                                                             | 60,55 |  | Miroslav Adámek   |                  | ANO                                                               |
| 65 – Šumperk            | Zdeněk Brož                        | 2                | KDU-ČSL            | Ano              | Josef Ťulpík (ODS)                                                                   | 16,39                                             |                                                                                      |       | Miroslav Adámek (ANO)                                                             | 60,55 |  | Miroslav Adámek   |                  | ANO                                                               |
| 65 – Šumperk            | Zdeněk Brož                        | 3                | KDU-ČSL            | Ano              | Zdeněk Brož (KDU-ČSL a NV; podpora STAN a SEN 21)                                    | 20,46                                             |                                                                                      |       | Miroslav Adámek (ANO)                                                             | 60,55 |  | Miroslav Adámek   |                  | ANO                                                               |
| 65 – Šumperk            | Zdeněk Brož                        | 4                | KDU-ČSL            | Ano              | -                                                                                    | -                                                 |                                                                                      |       | Miroslav Adámek (ANO)                                                             | 60,55 |  | Miroslav Adámek   |                  | ANO                                                               |
| 65 – Šumperk            | Zdeněk Brož                        | 5                | KDU-ČSL            | Ano              | Miroslav Adámek (ANO)                                                                | 29,21                                             | Zdeněk Brož (KDU-ČSL a NV; podpora STAN a SEN 21)                                    | 39,44 |                                                                                   |       |  | Miroslav Adámek   |                  | ANO                                                               |
| 65 – Šumperk            | Zdeněk Brož                        | 6                | KDU-ČSL            | Ano              | Vladislav Rulíšek (KSČM)                                                             | 7,03                                              | Zdeněk Brož (KDU-ČSL a NV; podpora STAN a SEN 21)                                    | 39,44 |                                                                                   |       |  | Miroslav Adámek   |                  | ANO                                                               |
| 65 – Šumperk            | Zdeněk Brož                        | 7                | KDU-ČSL            | Ano              | Dana Galuszková (ČSSD)                                                               | 15,50                                             | Zdeněk Brož (KDU-ČSL a NV; podpora STAN a SEN 21)                                    | 39,44 |                                                                                   |       |  | Miroslav Adámek   |                  | ANO                                                               |
| 68 – Opava              | Vladimír Plaček (do 2. srpna 2018) |                  | ČSSD               | -                | 1                                                                                    | Josef Vícha (KDU-ČSL)                             | 7,39                                                                                 |       | Herbert Pavera (ODS, STAN, TOP 09, podpora Soukromníci a Zelení)                  | 68,50 |  | Herbert Pavera    |                  | ODS, STAN, TOP 09, podpora Soukromníci a Zelení                   |
| 68 – Opava              | Vladimír Plaček (do 2. srpna 2018) | 2                | ČSSD               | -                | Petr Pavlíček (Piráti)                                                               | 11,43                                             |                                                                                      |       | Herbert Pavera (ODS, STAN, TOP 09, podpora Soukromníci a Zelení)                  | 68,50 |  | Herbert Pavera    |                  | ODS, STAN, TOP 09, podpora Soukromníci a Zelení                   |
| 68 – Opava              | Vladimír Plaček (do 2. srpna 2018) | 3                | ČSSD               | -                | Kamil Běrský (SPD)                                                                   | 6,58                                              |                                                                                      |       | Herbert Pavera (ODS, STAN, TOP 09, podpora Soukromníci a Zelení)                  | 68,50 |  | Herbert Pavera    |                  | ODS, STAN, TOP 09, podpora Soukromníci a Zelení                   |
| 68 – Opava              | Vladimír Plaček (do 2. srpna 2018) | 4                | ČSSD               | -                | Vlastimil Kupka (KSČM)                                                               | 4,63                                              |                                                                                      |       | Herbert Pavera (ODS, STAN, TOP 09, podpora Soukromníci a Zelení)                  | 68,50 |  | Herbert Pavera    |                  | ODS, STAN, TOP 09, podpora Soukromníci a Zelení                   |
| 68 – Opava              | Vladimír Plaček (do 2. srpna 2018) | 5                | ČSSD               | -                | Vladimír Tancík (NK)                                                                 | 12,14                                             | Simona Horáková (ANO)                                                                | 31,49 |                                                                                   |       |  | Herbert Pavera    |                  | ODS, STAN, TOP 09, podpora Soukromníci a Zelení                   |
| 68 – Opava              | Vladimír Plaček (do 2. srpna 2018) | 6                | ČSSD               | -                | Herbert Pavera (ODS, STAN, TOP 09, podpora Soukromníci a Zelení)                     | 36,27                                             | Simona Horáková (ANO)                                                                | 31,49 |                                                                                   |       |  | Herbert Pavera    |                  | ODS, STAN, TOP 09, podpora Soukromníci a Zelení                   |
| 68 – Opava              | Vladimír Plaček (do 2. srpna 2018) | 7                | ČSSD               | -                | Simona Horáková (ANO)                                                                | 21,54                                             | Simona Horáková (ANO)                                                                | 31,49 |                                                                                   |       |  | Herbert Pavera    |                  | ODS, STAN, TOP 09, podpora Soukromníci a Zelení                   |
| 71 – Ostrava-město      | Leopold Sulovský                   |                  | Ostravak           | Ano              | 1                                                                                    | Pynelopi Valsamisová (Svoboda a přímá demokracie) | 7,71                                                                                 |       | Leopold Sulovský (Ostravak)                                                       | 59,89 |  | Leopold Sulovský  |                  | Ostravak                                                          |
| 71 – Ostrava-město      | Leopold Sulovský                   | 2                | Ostravak           | Ano              | René Číp (KSČM)                                                                      | 8,13                                              |                                                                                      |       | Leopold Sulovský (Ostravak)                                                       | 59,89 |  | Leopold Sulovský  |                  | Ostravak                                                          |
| 71 – Ostrava-město      | Leopold Sulovský                   | 3                | Ostravak           | Ano              | Zdenka Němečková Crkvenjaš (NK; podpora TOP 09 a ODS)                                | 15,18                                             |                                                                                      |       | Leopold Sulovský (Ostravak)                                                       | 59,89 |  | Leopold Sulovský  |                  | Ostravak                                                          |
| 71 – Ostrava-město      | Leopold Sulovský                   | 4                | Ostravak           | Ano              | Radoslav Štědroň (SSPD-SP)                                                           | 1,11                                              |                                                                                      |       | Leopold Sulovský (Ostravak)                                                       | 59,89 |  | Leopold Sulovský  |                  | Ostravak                                                          |
| 71 – Ostrava-město      | Leopold Sulovský                   | 5                | Ostravak           | Ano              | Leopold Sulovský (Ostravak)                                                          | 24,82                                             |                                                                                      |       | Leopold Sulovský (Ostravak)                                                       | 59,89 |  | Leopold Sulovský  |                  | Ostravak                                                          |
| 71 – Ostrava-město      | Leopold Sulovský                   | 6                | Ostravak           | Ano              | Jiří Paroubek (LEV 21)                                                               | 6,90                                              | Ivo Gondek (ANO)                                                                     | 40,10 |                                                                                   |       |  | Leopold Sulovský  |                  | Ostravak                                                          |
| 71 – Ostrava-město      | Leopold Sulovský                   | 7                | Ostravak           | Ano              | Ivo Gondek (ANO)                                                                     | 19,19                                             | Ivo Gondek (ANO)                                                                     | 40,10 |                                                                                   |       |  | Leopold Sulovský  |                  | Ostravak                                                          |
| 71 – Ostrava-město      | Leopold Sulovský                   | 8                | Ostravak           | Ano              | Martin Konvička (NEZ)                                                                | 4,26                                              | Ivo Gondek (ANO)                                                                     | 40,10 |                                                                                   |       |  | Leopold Sulovský  |                  | Ostravak                                                          |
| 71 – Ostrava-město      | Leopold Sulovský                   | 9                | Ostravak           | Ano              | Martin Tomášek (Piráti; podpora SEN 21 a Zelení)                                     | 12,65                                             | Ivo Gondek (ANO)                                                                     | 40,10 |                                                                                   |       |  | Leopold Sulovský  |                  | Ostravak                                                          |
| 74 – Karviná            | Petr Vícha                         |                  | ČSSD               | Ano              | 1                                                                                    | Milada Halíková (KSČM)                            | 16,45                                                                                |       | Petr Vícha (ČSSD)                                                                 | 72,06 |  | Petr Vícha        |                  | ČSSD                                                              |
| 74 – Karviná            | Petr Vícha                         | 2                | ČSSD               | Ano              | Petr Vícha (ČSSD)                                                                    | 36,72                                             |                                                                                      |       | Petr Vícha (ČSSD)                                                                 | 72,06 |  | Petr Vícha        |                  | ČSSD                                                              |
| 74 – Karviná            | Petr Vícha                         | 3                | ČSSD               | Ano              | Karel Světnička (MS Piráti)                                                          | 4,28                                              |                                                                                      |       | Petr Vícha (ČSSD)                                                                 | 72,06 |  | Petr Vícha        |                  | ČSSD                                                              |
| 74 – Karviná            | Petr Vícha                         | 4                | ČSSD               | Ano              | Dušan Karch (NK)                                                                     | 10,64                                             |                                                                                      |       | Petr Vícha (ČSSD)                                                                 | 72,06 |  | Petr Vícha        |                  | ČSSD                                                              |
| 74 – Karviná            | Petr Vícha                         | 5                | ČSSD               | Ano              | Markéta Kabourková (NK)                                                              | 8,54                                              | Milada Halíková (KSČM)                                                               | 27,93 |                                                                                   |       |  | Petr Vícha        |                  | ČSSD                                                              |
| 74 – Karviná            | Petr Vícha                         | 6                | ČSSD               | Ano              | Jiří Matěj (ANO)                                                                     | 13,83                                             | Milada Halíková (KSČM)                                                               | 27,93 |                                                                                   |       |  | Petr Vícha        |                  | ČSSD                                                              |
| 74 – Karviná            | Petr Vícha                         | 7                | ČSSD               | Ano              | Ladislav Sitko (TOP 09)                                                              | 2,50                                              | Milada Halíková (KSČM)                                                               | 27,93 |                                                                                   |       |  | Petr Vícha        |                  | ČSSD                                                              |
| 74 – Karviná            | Petr Vícha                         | 8                | ČSSD               | Ano              | Bohdan Kufa (SPD)                                                                    | 7,02                                              | Milada Halíková (KSČM)                                                               | 27,93 |                                                                                   |       |  | Petr Vícha        |                  | ČSSD                                                              |
| 77 – Vsetín             | Jiří Čunek                         |                  | KDU-ČSL            | Ano              | 1                                                                                    | Jiří Čunek (KDU-ČSL)                              | 51,59                                                                                |       | -                                                                                 | -     |  | Jiří Čunek        |                  | KDU-ČSL                                                           |
| 77 – Vsetín             | Jiří Čunek                         | 2                | KDU-ČSL            | Ano              | Miroslav Koňařík (NK)                                                                | 16,94                                             |                                                                                      |       | -                                                                                 | -     |  | Jiří Čunek        |                  | KDU-ČSL                                                           |
| 77 – Vsetín             | Jiří Čunek                         | 3                | KDU-ČSL            | Ano              | Zbyněk Fojtíček (ODS)                                                                | 12,99                                             |                                                                                      |       | -                                                                                 | -     |  | Jiří Čunek        |                  | KDU-ČSL                                                           |
| 77 – Vsetín             | Jiří Čunek                         | 4                | KDU-ČSL            | Ano              | Petr Kořenek (ČSSD)                                                                  | 8,84                                              | -                                                                                    | -     |                                                                                   |       |  | Jiří Čunek        |                  | KDU-ČSL                                                           |
| 77 – Vsetín             | Jiří Čunek                         | 5                | KDU-ČSL            | Ano              | Dáša Bazalková (KSČM)                                                                | 6,75                                              | -                                                                                    | -     |                                                                                   |       |  | Jiří Čunek        |                  | KDU-ČSL                                                           |
| 77 – Vsetín             | Jiří Čunek                         | 6                | KDU-ČSL            | Ano              | Radek Vraj (Svoboda a přímá demokracie)                                              | 2,86                                              | -                                                                                    | -     |                                                                                   |       |  | Jiří Čunek        |                  | KDU-ČSL                                                           |
| 80 – Zlín               | Patrik Kunčar                      |                  | KDU-ČSL            | Ano              | 1                                                                                    | Radek Henner (SPD)                                | 9,16                                                                                 |       | Patrik Kunčar (KDU-ČSL)                                                           | 60,77 |  | Patrik Kunčar     |                  | KDU-ČSL                                                           |
| 80 – Zlín               | Patrik Kunčar                      | 2                | KDU-ČSL            | Ano              | Patrik Kunčar (KDU-ČSL)                                                              | 33,39                                             |                                                                                      |       | Patrik Kunčar (KDU-ČSL)                                                           | 60,77 |  | Patrik Kunčar     |                  | KDU-ČSL                                                           |
| 80 – Zlín               | Patrik Kunčar                      | 3                | KDU-ČSL            | Ano              | Libor Lukáš (Soukromníci; podpora ODS a STAN)                                        | 27,21                                             |                                                                                      |       | Patrik Kunčar (KDU-ČSL)                                                           | 60,77 |  | Patrik Kunčar     |                  | KDU-ČSL                                                           |
| 80 – Zlín               | Patrik Kunčar                      | 4                | KDU-ČSL            | Ano              | Jana Juřenčáková (REAL)                                                              | 11,31                                             | Libor Lukáš (Soukromníci; podpora ODS a STAN)                                        | 39,22 |                                                                                   |       |  | Patrik Kunčar     |                  | KDU-ČSL                                                           |
| 80 – Zlín               | Patrik Kunčar                      | 5                | KDU-ČSL            | Ano              | František Jordák (KSČM)                                                              | 4,37                                              | Libor Lukáš (Soukromníci; podpora ODS a STAN)                                        | 39,22 |                                                                                   |       |  | Patrik Kunčar     |                  | KDU-ČSL                                                           |
| 80 – Zlín               | Patrik Kunčar                      | 6                | KDU-ČSL            | Ano              | Milena Kovaříková (ČSSD)                                                             | 8,16                                              | Libor Lukáš (Soukromníci; podpora ODS a STAN)                                        | 39,22 |                                                                                   |       |  | Patrik Kunčar     |                  | KDU-ČSL                                                           |
| 80 – Zlín               | Patrik Kunčar                      | 7                | KDU-ČSL            | Ano              | Jan Popelka (SPOZ)                                                                   | 6,36                                              | Libor Lukáš (Soukromníci; podpora ODS a STAN)                                        | 39,22 |                                                                                   |       |  | Patrik Kunčar     |                  | KDU-ČSL                                                           |

## Výsledky
| Politický subjekt                                             | Končících mandátů | Zvolených senátorů | +/−   |
| ------------------------------------------------------------- | ----------------- | ------------------ | ----- |
| Občanská demokratická strana                                  | 4                 | 10                 | ▲ +6  |
| Starostové a nezávislí                                        | 2                 | 5                  | ▲ +3  |
| Křesťanská a demokratická unie – Československá strana lidová | 3                 | 2                  | ▼ -1  |
| Česká strana sociálně demokratická                            | 13                | 1                  | ▼ -12 |
| Česká pirátská strana                                         | 1                 | 1                  | ▬     |
| Ostravak                                                      | 1                 | 1                  | ▬     |
| ANO 2011                                                      | 0                 | 1                  | ▲ +1  |
| TOP 09                                                        | 0                 | 1                  | ▲ +1  |
| Marek Hilšer do senátu                                        | -                 | 1                  | ▲ +1  |
| Senátor 21                                                    | -                 | 1                  | ▲ +1  |
| Strana zelených                                               | 1                 | 0                  | ▼ -1  |
| Komunistická strana Čech a Moravy                             | 1                 | 0                  | ▼ -1  |
| Nezávislí kandidáti                                           | 1                 | 3                  | ▲ +2  |
| celkem                                                        | 27                | 27                 | ▬     |